# Test PAG
Test PAG – test cielności bydła wykonywany na podstawie pobranych próbek mleka. 
Test ma na celu wykrycie obecności w mleku glikoprotein ciążowych (ang. pregnancy associated glycoproteins). Białka te są wydzielane w matczynych oraz embrionalnych obszarach łożyska i występują wyłącznie w okresie trwania ciąży, jak również krótko po jej zakończeniu. Mają przewagę nad klasycznymi testami hormonalnymi, które bazują na oznaczaniu obecności progesteronu produkowanego przez ciałko żółte. We współczesnej hodowli bydła mlecznego występuje zjawisko przetrwałego ciałka żółtego, które mimo braku ciąży produkuje progesteron, a zatem testy hormonalne mogą dawać błędne wyniki (szacunkowo nawet do 30% nietrafnych próbek). Test PAG minimalizuje błędy do kilku procent, a ponadto jest nieinwazyjny – próbka mleka pobierana jest w trakcie standardowego udoju. Wadą testu jest to, że PAG utrzymują się w krwiobiegu do około stu dni po porodzie, co może fałszować wynik testu kolejnej ciąży.
Testy PAG wykonywane są głównie u bydła mlecznego, jednak nie brak informacji na temat ich używania w hodowli krów mięsnych.